# Stazione di Schwende
La stazione di Schwende (in tedesco Bahnhof Schwende) è una fermata ferroviaria nell'ex distretto svizzero di Schwende, ora appartenente al distretto di Schwende-Rüte, sulla ferrovia del Säntis (Appenzello - Wasserauen).

## Storia
La fermata fu attivata il 13 luglio 1912, in occasione dell'apertura della tratta attualmente in esercizio (Appenzello - Wasserauen) della ferrovia del Säntis.

## Strutture e impianti
La fermata dispone di un binario dotato di marciapiede per il servizio passeggeri.

## Movimento
La fermata è servita da treni a cadenza semioraria (e che fermano su richiesta) sulla linea S23 della rete celere di San Gallo (relazione Gossau - Wasserauen).

## Servizi
Nei pressi della fermata è presente un piccolo parcheggio di interscambio.

## Interscambi
- Fermata autobus[3][4]